# Leonel Ramírez
Leonel Hermógenes Ramírez Rodríguez (* 26. Mai 1938; † 6. September 1999) war ein chilenischer Fußballspieler. Der Abwehrspieler absolvierte ein Länderspiel für Chiles Nationalmannschaft.

## Karriere

### Verein
Von 1963 bis 1969 spielte Leonel Ramírez beim CD Santiago Morning. Dort absolvierte der Verteidiger in den Jahren 1968 und 1969 58 Ligaspiele.

### Nationalmannschaft
Leonel Ramírez debütierte im Juli 1965 für Chile unter Francisco Hormazábal bei der Copa Carlos Dittborn gegen Argentinien. Bei der 0:1-Niederlage wurde der Abwehrspieler für Hugo Villanueva eingewechselt. Es blieb das einzige Länderspiel für Ramírez.